# Dichocrocis eubulealis
Dichocrocis eubulealis là một loài bướm đêm trong họ Crambidae.